# 原加央理
原 加央理（はら かおり、1987年7月27日 - ）は、埼玉県出身の競艇選手。登録番号4419。身長156cm。血液型AB型。99期。埼玉支部所属。埼玉県立上尾高等学校卒業。
夫は西村勝、元夫は土性雅也。
同期に茅原悠紀、坂元浩仁、大原由子らがいる。

## 来歴
- やまと競艇学校時代、リーグ戦勝率4.33（準優出0　優出1）の成績を残した。
- 2006年11月8日、戸田競艇場でデビュー（5着）。
- 2007年9月13日、児島競艇場での「デイリースポーツ創刊60周年記念競走」初日1Rで初勝利（89走目）。
- 2010年10月26日、戸田競艇場での「G3女子リーグ第11戦 第45回東京中日スポーツ杯」で初優出（5着）。